# Itoplectis roberti
Itoplectis roberti är en stekelart som beskrevs av Ian D. Gauld 1991. Itoplectis roberti ingår i släktet Itoplectis och familjen brokparasitsteklar. Inga underarter finns listade i Catalogue of Life.